# Chrotomys whiteheadi
Chrotomys whiteheadi es una especie de roedor de la familia Muridae.

## Distribución geográfica
Son endémicos de los montanos de Luzón (Filipinas).

## Hábitat
Su hábitat natural son: clima tropical o clima subtropical, bosques secos.